# ابوت و کاستلو در لژیون خارجی
ابوت و کاستلو در لژیون خارجی (انگلیسی: Abbott and Costello in the Foreign Legion) فیلمی به کارگردانی چارلز لمانت محصول سال ۱۹۵۰ کشور ایالات متحده آمریکا است.